# Grevillea steiglitziana
Grevillea steiglitziana är en tvåhjärtbladig växtart som beskrevs av N. A. Wakefield. Grevillea steiglitziana ingår i släktet Grevillea och familjen Proteaceae. Inga underarter finns listade i Catalogue of Life.